# Sœurs de l'Enfant Jésus - Nicolas Barré
Ne doit pas être confondu avec Sœurs de l'Enfant-Jésus, Sœurs de l'Enfant Jésus – Providence de Rouen, Sœurs de l'Enfant-Jésus de Chauffailles, Filles de l'Enfant-Jésus, Sœurs du Saint Enfant Jésus, Congrégation des sœurs du Saint Enfant Jésus ou Oblates du Saint Enfant Jésus.
 (octobre 2018).
Si vous disposez d'ouvrages ou d'articles de référence ou si vous connaissez des sites web de qualité traitant du thème abordé ici, merci de compléter l'article en donnant les références utiles à sa vérifiabilité et en les liant à la section « Notes et références ».
 (avril 2019).
Les Sœurs de l'Enfant Jésus - Nicolas Barré (en latin : Congregatio sororum a Jesu Infante), aussi appelées Dames de Saint-Maur, sont une congrégation religieuse féminine enseignante de droit pontifical.

## Historique
La congrégation est fondée à Rouen en 1666 par le bienheureux Nicolas Barré, de l'ordre des Minimes. Il est déjà professeur de théologie scolastique au couvent de la place Royale à Paris, lorsqu'il ouvre des écoles gratuites pour les enfants pauvres et instruit des maîtresses pour s'en occuper.
Il réunit à Rouen des jeunes femmes et leur donne comme règle celle du tiers-ordre des Minimes. Cette union, dite de « maîtresses charitables », est approuvée par la suite par l'archevêque de Rouen, François Harlay de Champvallon comme congrégation diocésaine. Nicolas Barré ouvre en 1674 une école de formation pour les religieuses rue Saint-Maur à Paris, d'où provient depuis leur appellation.
La congrégation essaime rapidement à Paris, dans le Languedoc et dans la province d'Aquitaine. À partir du milieu du XIXe siècle, l'élan missionnaire la porte dans l'actuelle Malaisie (1852), à Singapour (1853) et au Japon (1872). Elle est approuvée comme congrégation de droit pontifical le 21 septembre 1866, et ses constitutions le sont définitivement par le Saint-Siège en 1872.
Les Sœurs sont en fédération avec les Sœurs de l'Enfant Jésus de la Providence de Rouen, et les sœurs de la Providence de Lisieux.

## Activités et diffusion

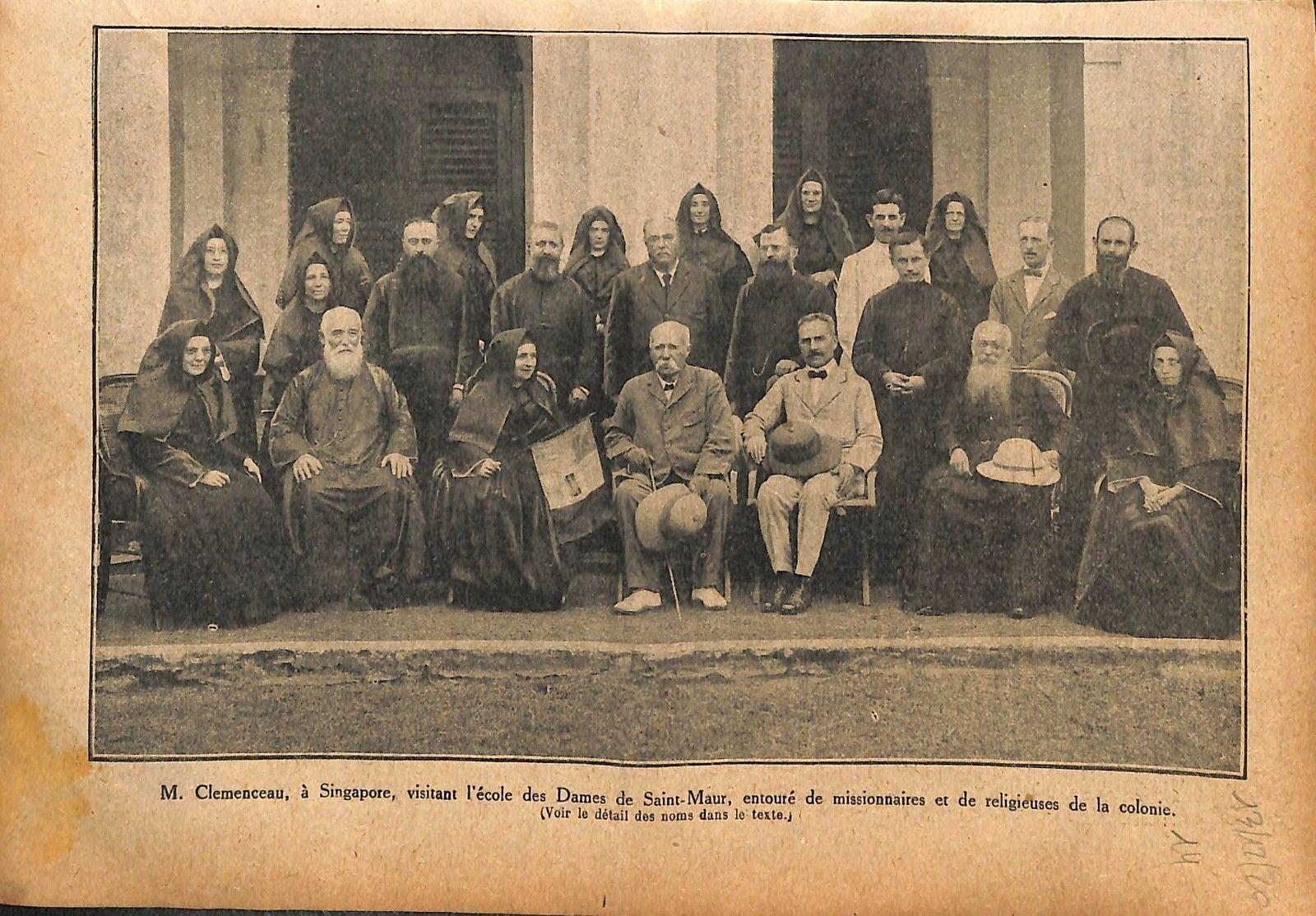
Clemenceau en visite à Singapour chez les Dames de Saint-Maur, en 1920.

Les Sœurs de l'Enfant Jésus - Nicolas Barré ont pour vocation l'instruction et l'enseignement chrétien de la jeunesse.
Elles sont aujourd'hui actives en :
- Europe : France, Italie, Angleterre, Irlande, Espagne et République tchèque ;
- Asie : Japon, Malaisie, Singapour, Thaïlande et Birmanie (Myanmar) ;
- Amérique du Sud : Pérou et Bolivie ;
- Afrique : Nigeria et Cameroun.

Leur maison généralice est à Crawley, en Angleterre, depuis 1999, après avoir été à Paris (maison-mère) et Rome (1973-1999).
Selon l'annuaire pontifical de 2017, la congrégation comptait 537 religieuses dans 110 maisons.

## Supérieures générales
- 1678-1702 : Marie Hayer
- 1702-1710 : Anne de Crozes
- 1710-1716 : Madeleine Tiberge
- 1716-1719 : de La Mare
- 1719-1761 : Catherine de Bosredon
- 1761-1764 : Jeanne Des Barres
- 1764-1780 : Marie de Lesniers
- 1780-1806 : Marie Dorothée Aldebert
- 1786-1817 : Henriette de Fumel
- 1817-1822 : Elisabeth Goulard
- 1822-1829 : Marie Anne Liégault
- 1829-1831 : Angélique Domergue
- 1831-1837 : Espérance Varney
- 1837-1877 : François de Sales de Faudoas
- 1877-1901 : Sainte Aloysia Millet
- 1901-1913 : Saint Henri Deruelle
- 1913-1937 : Sainte Marguerite-Marie Delbecq
- 1937-1949 : Sainte Berthe Bourgoing
- 1950-1965 : Saint Jean Desmet
- 1965-1971 : Saint Justin Deleuze
- 1971-1983 : Marie del Rosario Brandoly
- 1983-1989 : Daniel Ee
- 1989-1995 : Brigitte Flourez
- 1995-2007 : Carmel Mac Mahon
- 2007-2019 : Marie Pitcher
- Depuis 2019 : Brigitte Flourez